# Satilatlas insolens
Espèce
Satilatlas insolens est une espèce d'araignées aranéomorphes de la famille des Linyphiidae.

## Distribution
Cette espèce est endémique des États-Unis. Elle se rencontre en Idaho, en Oregon, en Washington et en Alaska.

## Description
Le mâle holotype mesure 1,75 mm.

## Publication originale
- Millidge, 1981 : The erigonine spiders of North America. Part 5. The genus Satilatlas (Araneae, Linyphiidae). Bulletin of the American Museum of Natural History, no 170, p. 242-253 (texte intégral).